# Малая Ангальджа
Малая Ангальджа — река в России, протекает по Молчановскому и Колпашевскому районам Томской области. Устье реки находится в 20 км по левому берегу реки Ангальджа. Длина реки составляет 22 км. Правый приток — Средняя Ангальджа. Высота устья — 63,5 м над уровнем моря.

## Данные водного реестра
По данным государственного водного реестра России относится к Верхнеобскому бассейновому округу, водохозяйственный участок реки — Обь от впадения реки Чулым до впадения реки Кеть, речной подбассейн реки — Чулым. Речной бассейн реки — (Верхняя) Обь до впадения Иртыша.
Код объекта в государственном водном реестре — 13010500112115200022762.